# VAZ-2106

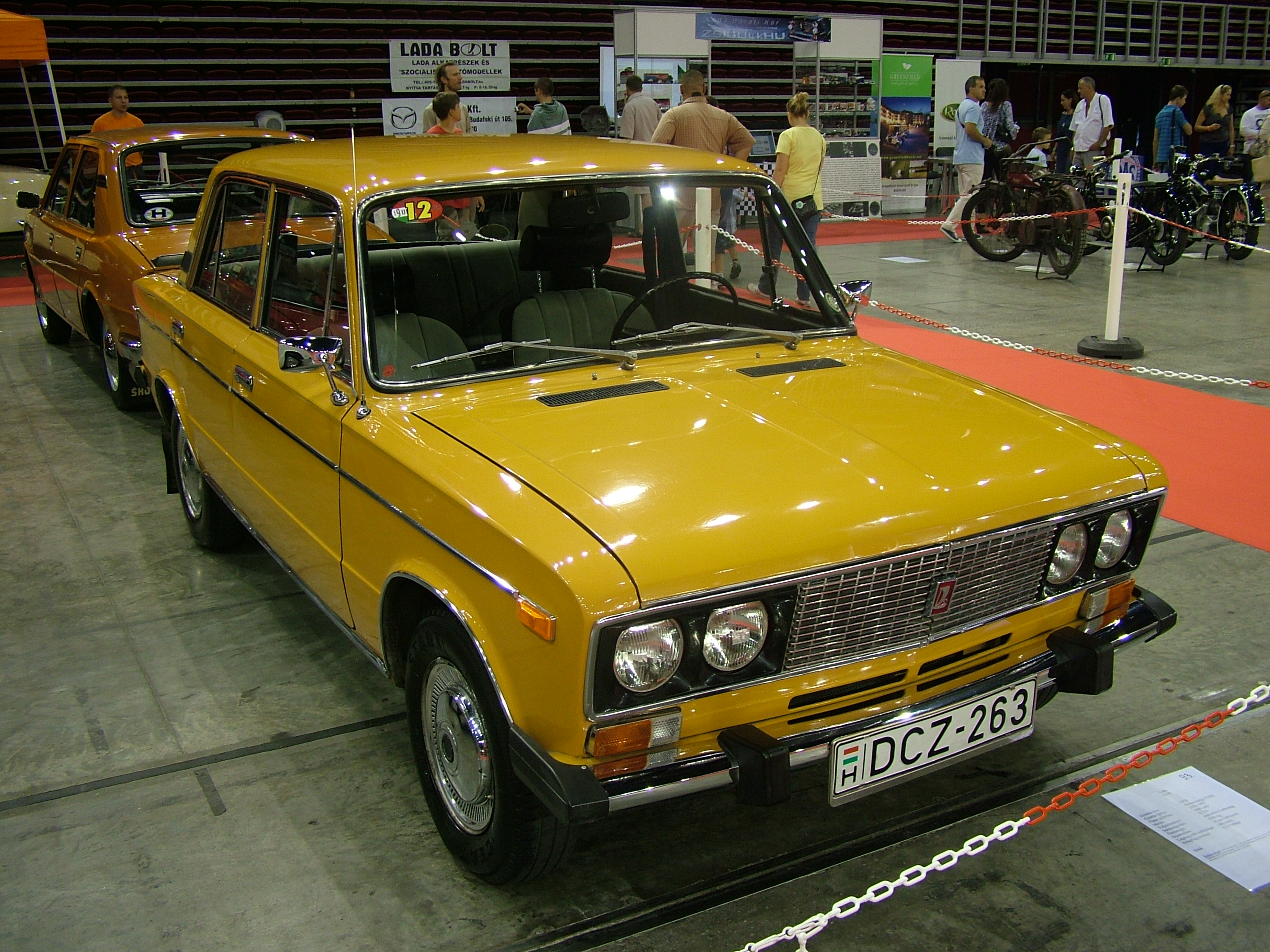
VAZ-2106

VAZ-2106(러시아어: ВАЗ-2106)은 소련의 바즈(VAZ, 현재의 러시아의 아브토바즈의 전신)에서 생산된 4도어 세단 자동차이다. 1976년에 바즈에서 피아트 124를 기반으로 하여 생산되었으며 기존에 생산된 VAZ-2103을 개량하여 제조된 것이 특징이다.
소련 시장에서는 지굴리 2106(Zhiguli 2106)이라는 이름으로 판매되었으며 해외 시장에서는 라다 1600(Lada 1600)이라는 이름으로 수출되었다. 2001년에 아브토바즈가 생산을 중단한 이후에는 러시아의 이젭스크에 위치한 이젭스크 아브토, 우크라이나의 헤르손에 위치한 안토루스에서 생산되었으며 2006년을 기해 생산이 중단되었다.

## 사양
- 분류: 4도어 세단
- 엔진: 직렬 4기통 1,568cc
- 구동 방식: 전방 배치 후륜 구동
- 변속기: 수동변속기 4단, 자동변속기 3단
- 휠 베이스: 2,425mm
- 전체 길이: 4,090mm
- 전체 너비: 1,610mm
- 전체 높이: 1,370mm
- 중량: 1,030kg